# Corredor Messejana-Centro
O Corredor Messejana-Centro conhecido anteriormente como Corredor BR-116-Aguanambi é um corredor expresso de ônibus em construção, pertencente ao Expresso Fortaleza, operado pela ETUFOR (Empresa de Transporte Urbano de Fortaleza) localizado em Fortaleza, Ceará. O corredor  tem como objetivo melhorar a fluidez no trânsito da cidade, possibilitando mais velocidade aos ônibus da região do Terminal Messejana ao Centro da cidade, por meio de faixas e corredores exclusivos de ônibus instalados em importantes vias das cidade como: Domingos Olímpio, Aguanambi é BR-116. 
Quando concluídas as intervenções, Fortaleza ganhará seu segundo corredor expresso de ônibus. O sistema irá garantir a redução do tempo de viagem dos coletivos, principalmente na Avenida Aguanambi, por onde trafegam hoje 71 mil veículos por dia, além de 37 linhas de ônibus que beneficiam, diariamente, cerca de 198 mil passageiros. As obras de reforma e ampliação do Terminal de Messejana, também fazem parte deste pacote de obras de mobilidade urbana.

## Histórico
Em fevereiro de 2015 já se falava da possibilidade de construção de um novo corredor expresso de ônibus ligando o Terminal de Messejana ao centro da cidade, devido ao intenso fluxo de usuários entre essas regiões da cidade, por essa razão a secretaria de infraestrutura (Seinf) iniciou os estudos para a implementação do corredor, até o momento intitulado de ''BR-116-Aguanambi''.
Após atraso de pouco mais de um ano em decorrência ao início da construção de outro corredor, o Parangaba-Papicu, teve então início na ultima semana de maio de 2016 ás intervenções na avenida Aguanambi, como primeira etapa da construção do novo corredor, o trabalho teve início com a retirada dos canteiros que separam a pista principal das laterais. No dia 27 de Julho de 2016, a Prefeitura de Fortaleza autorizou as obras de reforma do Terminal de Messejana, como parte da construção do corredor Messejana-Centro. A primeira-dama de Fortaleza, Carol Bezerra, participou da assinatura da ordem de serviço, ao lado do secretário de Infraestrutura, Samuel Dias e do secretario da Regional VI, Renato Lima. Já em 22 de setembro de 2016 se deu inicio a montagem do viaduto sobre a rotatória da Aguanambi, que integra a obra de requalificação viária da avenida. O trabalho teve início com a montagem da estrutura metálica consistindo no lançamento das vigas do viaduto, que foram fixadas nas transversais em concreto, construídas no trecho da obra. A construção do viaduto sobre a rotatória, na primeira etapa, permite o acesso expresso à BR-116. São quatro faixas, sendo duas para carros no sentido Centro/BR-116, duas exclusivas para ônibus, em ambos os sentidos.
Na manhã de sábado do dia 25 de março de 2017 o prefeito de Fortaleza, Roberto Cláudio, liberou um trecho do viaduto que liga a avenida Aguanambi à BR-116 e inaugurou a nova passarela para pedestres, instalada sobre a via, que além de facilitar a travessia, resolve um problema do trânsito da Capital, que era um semáforo instalado abaixo de um viaduto. Com estrutura metálica, a passagem conta conta com dois elevadores para pessoas de mobilidade reduzida. "Inicialmente, vai ter uma pessoa operando os elevadores, já estamos procurando um adotante para a passarela e vendo a melhor forma de operação, mas a intenção é que os próprios pedestres usem os elevadores sozinhos", adiantou a secretária. A passarela foi batizada com o nome de Xyco Teophilo, publicitário cearense que tinha forte atuação na garantia dos direitos das pessoas com mobilidade reduzida.
Em 28 de dezembro de 2018, o trecho entre a Avenida Domingos Olímpio e a BR-116 foi inaugurado.

## Estações
- Jornal O Povo (única. Em uma mesma estrutura, há portas dos dois lados da estação)
- Matos Serra (dupla. Existem duas estruturas diferentes próximas, uma com um sentido diferente, por isso só tem portas de um lado)
- Pergentino Maia (dupla. Existem duas estruturas diferentes próximas, uma com um sentido diferente, por isso só tem portas de um lado)
- Fátima (única. Em uma mesma estrutura, há portas dos dois lados da estação)